# 내 몸 사용설명서
《내 몸 사용설명서》는 매주 금요일 저녁 7시에 방송되는 건강 건강 교양 프로그램이다.
- 마지막회 끝내고 338회로 종영 되었다.

## 방송 시간
- 2014년 6월 5일 ~ 2015년 4월 30일 : 매주 목요일 밤 11시 ~ 12시 10분
- 2015년 5월 9일 ~ 2015년 8월 1일 : 매주 토요일 밤 11시 ~ 12시 10분
- 2015년 8월 6일 ~ 2015년 9월 3일 : 매주 목요일 밤 11시 ~ 12시 10분
- 2015년 9월 13일 ~ 2015년 11월 15일 : 매주 일요일 밤 11시 ~ 12시 10분
- 2015년 11월 20일 ~ 2018년 3월 30일 : 매주 금요일 밤 9시 40분 ~ 10시 50분
- 2018년 4월 7일 ~ 2018년 8월 25일 : 매주 토요일 저녁 7시 50분 ~ 9시 10분
- 2018년 9월 7일 ~ 2021년 1월 29일 : 매주 금요일 저녁 7시 ~ 8시

## 진행자
- 이상벽 : 2014년 6월 5일 ~ 2015년 4월 30일
- 남희석, 박나림, 한영, 현미, 김정민 : 2015년 5월 9일 ~ 2015년 9월 3일
- 김경란, 이무송, 이창명, 선우용녀, 설수현 : 2015년 9월 13일 ~ 2018년 2월 2일
- 이하정, 선우용녀, 설수현, 김한석 : 2018년 2월 9일 ~ 2019년 6월 14일
- 황수경, 전원주, 신재은, 김한석 : 2019년 6월 21일 ~ 2021년 1월 29일

## 같이 보기
관련 항목
- 건강

방송 프로그램
- 영상기록 병원 24시 (KBS 시사교양본부 제작)
- 비타민 (KBS 2TV)
- 생로병사의 비밀 (KBS 1TV)
- 명의, 메디컬 다큐-7요일 (EBS 1TV)
- 닥터스 (MBC TV)
- 닥터의 승부 (JTBC)
- 엄지의 제왕 (MBN)
- 내 몸 플러스 (TV조선)
- 나는 몸신이다, TV 주치의 닥터 지바고 (채널A)